# Goo Goo Dolls
A Goo Goo Dolls egy 1986-ban alakult, buffalói alternatív rockegyüttes. Az együttes alapítói a lengyel felmenőkkel rendelkező Johnny Rzeznik (gitár, ének) és George Tutuska (dobok) valamint a magyar származású Robby Takac (eredetileg Takács) (basszus, ének). Mike Malinin (dobok) 1995-ben alkalmi dobosként került az együttesbe, majd 3 évvel később teljes jogú taggá vált. Az együttes talán legismertebb száma a Dizzy Up the Girl című albumon található „Iris”, ami az Angyalok Városa c. film egyik betétdala is. Ezért a dalért a zenekart 1998-ban Grammy-díjjal jutalmazták.
Bár már régóta jelen vannak a könnyűzenei porondon, népszerűségük csak a '90-es évek második felében nőtt meg, köszönhetően stílusváltásuknak és az olyan albumoknak mint például a Superstar Car Wash vagy a már említett Dizzy Up the Girl. A 2002-ben kiadott Gutterflower mindmáig a trió legsikeresebb albuma, a Billboard 200-as listáján egészen a negyedik helyig küzdötte fel magát.
Eleinte punk rockot játszottak, későbbi lemezeik viszont alternatív rock, pop rock és post-grunge stílusúak.

## Diszkográfia
- Goo Goo Dolls (1987)
- Jed (1989)
- Hold Me Up (1990)
- Superstar Car Wash (1993)
- A Boy Named Goo (1995)
- Dizzy Up the Girl (1998)
- Gutterflower (2002)
- Let Love In (2006)
- Something for the Rest of Us (2010)
- Magnetic (2013)
- Boxes (2016)
- Miracle Pill (2019)
- It’s Christmas All Over (2020)